# Ammoconia anonyma
Ammoconia anonyma is een vlinder uit de familie van de uilen (Noctuidae). De wetenschappelijke naam van de soort is voor het eerst geldig gepubliceerd in 1984 door Ronkay & Varga.